# Ligne Kammhuber

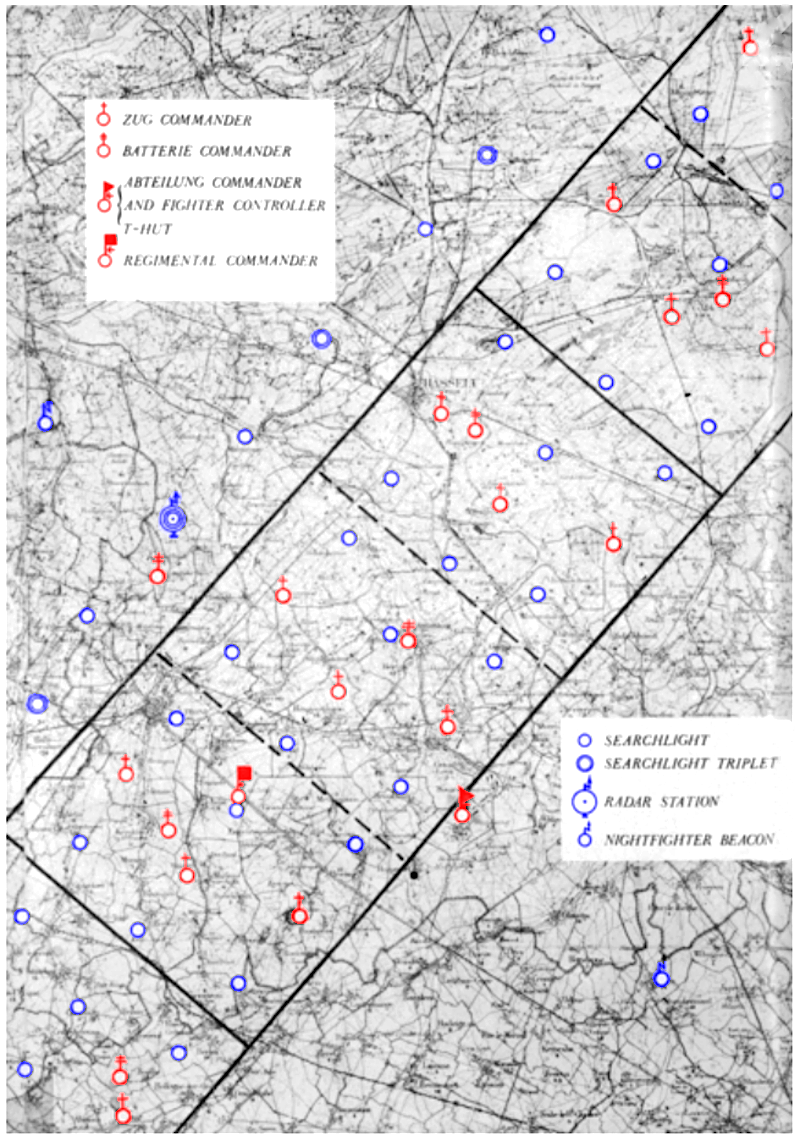
Carte d’une partie de la ligne Kammhuber et de la position des intercepteurs nocturnes, volée par un agent belge pour le compte des Britanniques en 1942.

La  ligne Kammhuber était le nom donné au système de radars de défense antiaérienne à partir de juillet 1940 sur le front de l'Ouest destiné à la défense du Reich. Elle s’étendait du Danemark à la France et avait pour but de repérer et détruire les bombardiers alliés venant de Grande-Bretagne lors des raids nocturnes.

## Origine du nom
Le nom provient de son créateur, le colonel Josef Kammhuber. Les scientifiques britanniques chargés d'en percer les secrets, au premier rang desquels Reginald Victor Jones, adopteront le même nom.
Lorsqu'après la guerre, RV Jones interrogea les militaires allemands prisonniers incluant Kammhuber, il informa ce dernier que le système de défense radar allemand avait été ainsi surnommé. Kammhuber répondit qu'il en était bien content car personne en Allemagne n'avait pensé à honorer ainsi son travail[réf. souhaitée].

## Description

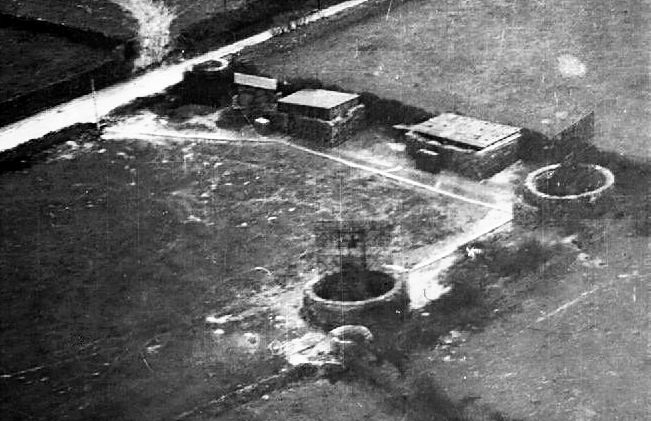
Deux radars Freya de la ligne Kammhuber à Auderville, France.

La première version de la ligne comportait une série de stations de radar Freya dont les zones de couverture se recoupaient et s’alignaient sur trois lignes successives. Les radars étaient espacés d’environ 32 km du nord au sud et 20 km d’ouest en est.

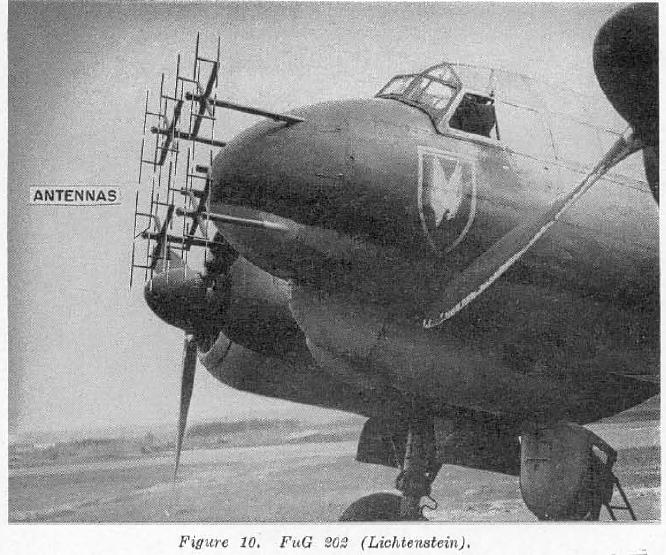
Antennes d'un radar Lichtenstein sur le nez d'un appareil allemand

Chaque radar était le centre d’une zone de défense appelée Himmelbett avec un poste de commandement surnommé "le cinéma de Kammhuber". En effet, faute d'un écran cathodique PPI (Plan Position Indicator  en anglais) l'affichage des données radars de la ligne Kammhuber étaient effectué par des auxiliaires féminines de l'armée allemande (l'une pointant le bombardier anglais (spot bleu) et l'autre le chasseur de nuit allemand (spot rouge) sur une carte entourée d'une sorte d'amphithéâtre installé dans une baraque au plan en forme de "T" majuscule, familièrement appelée Kammhuber Kino (le Ciné-ma- de Kammhuber) par les aviateurs et les radaristes allemands.
Les bombardiers de la Royal Air Force (RAF) venant de Grande-Bretagne devaient traverser la ligne en un point ou un autre. Le contrôleur au radar, le Jägerleitoffizier, les repérait grâce au radar de portée utile de 100 km et pointait automatiquement un projecteur principal. L’opérateur dirigerait également un certain nombre de projecteurs manuels dans la zone de couverture. Chaque cellule était complétée par un avion de chasse de nuit (Nachtjagd) principal et un autre de soutien pour l’interception de l’ennemi. Ces avions étaient des Dornier Do 17, des Junkers Ju 88 ou des Messerschmitt Bf 110. Ils étaient précédés par des BF 109 servant d’éclaireurs et guidés par les projecteurs et non par un radar.
Plus tard, deux radars Würzburg furent ajoutés par cellule de défense. Ces radars ayant une portée de 30 km étaient plus précis mais de courte portée. Les Freya servaient donc de détection à longue portée, alors que le premier Würzburg servait à suivre le chasseur envoyé pour son interception et le second à suivre la cible.
Un certain nombre de chasseurs furent munis plus tard d’un détecteur à infrarouge pour repérer les cibles et compenser la perte d’un grand nombre de projecteurs, réquisitionnés pour la défense des villes allemandes. Ces détecteurs se révélèrent peu utiles et furent remplacés rapidement par un radar Lichtenstein. Ces techniques d’interceptions, développées dès 1942, furent utilisées par les Allemands jusqu’à la fin de la guerre.

## Contre-mesures

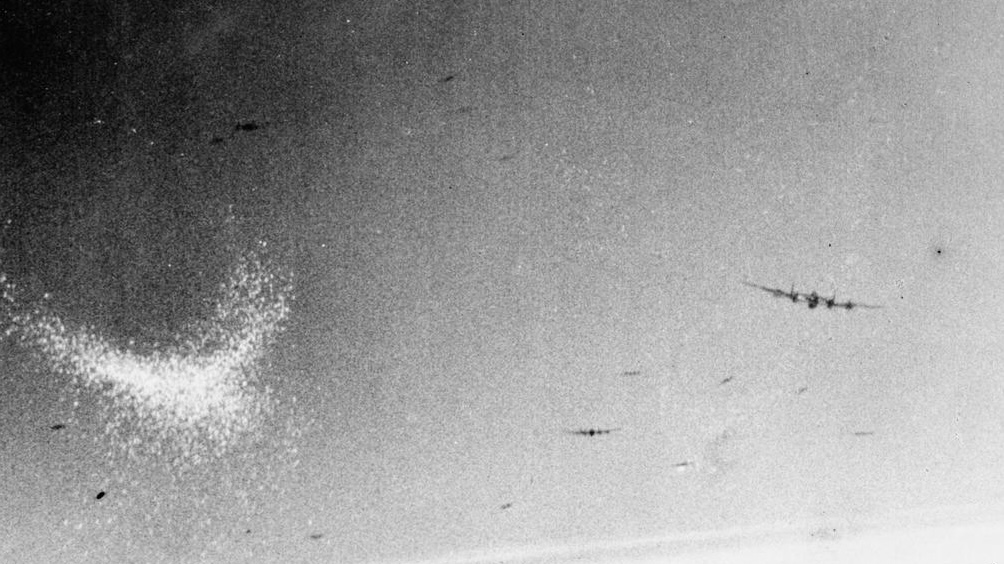
Un Lancaster lâchant des paillettes qui forment un genre de nuage blanc en forme de croissant à l'arrière de l'appareil

Au début des raids, le Bomber Command de la RAF répartissait ses appareils sur un grand front et un à la fois dans chaque secteur pour forcer la chasse à disperser ses appareils. Sans le savoir, il favorisait le fonctionnement de la ligne Kammhuber, les radars n’ayant à s’occuper que d’un ou deux bombardiers à la fois. L’espionnage britannique découvrit rapidement la nature de ce système de défense et chercha une parade.
C’est le scientifique R.V. Jones qui préconisa le changement de tactique vers la concentration des bombardiers en grandes vagues au milieu d’une cellule : le Bomber stream. De cette façon, le nombre de bombardiers dépassait de loin les capacités d’interception, environ 6 à l’heure, du secteur. Les données recueillies sur le fonctionnement de la ligne permirent aux mathématiciens britanniques de calculer l’espacement optimal en altitude et en distance afin de minimiser les pertes par collision et maximiser la pénétration. De plus, l’introduction du système de navigation GEE permit d’appliquer une telle coordination. Le premier raid utilisant cette nouvelle tactique fut celui sur Cologne du 30 mai 1942.
Devant l’efficacité de cette nouvelle approche, Kammhuber et son patron Erhard Milch entrèrent en conflit sur la marche à suivre. Malgré cela, le réseau de détection par radar et la coordination avec les autres composantes ne furent pas remis en question. Finalement, il fut décidé de concentrer tous les chasseurs à portée de vol vers la première détection de bombardiers et d’augmenter de plusieurs centaines le nombre de radar Würzburg de courte portée. Chaque radar dirigeant le trafic, la défense était divisée en cellules de 30 kilomètres de rayon avec plusieurs cellules en profondeur, particulièrement nombreuses dans le cas des villes de la Ruhr.
Cette parade fonctionna un certain temps mais les Britanniques avaient prévu le coup et commencèrent à utiliser des contre-mesures. Un avion fut envoyé en éclaireur et lança des paillettes réfléchissantes. Chaque paquet de paillettes attirait les chasseurs  pendant que le gros de la flotte de bombardiers passait à un autre endroit, à des centaines de kilomètres de là. Cette nouvelle contre-mesure fut adoptée lors du raid sur Hambourg à l'été 1943, l’opération Gomorrhe, et se révéla efficace jusqu’à ce que les opérateurs des radars allemands apprissent à distinguer le bombardier éclaireur lanceur de paillettes.

### Source
- (en) Cet article est partiellement ou en totalité issu de l’article de Wikipédia en anglais intitulé « Kammhuber Line » (voir la liste des auteurs).